# Панджабцы
Панджа́бцы, пенджа́бцы (в.-пандж. ਪੰਜਾਬੀ ਲੋਕ, з.-пандж. پنجابی لوک [pəɲˈdʒɑːb̆.iː]) — основное население Пакистана, а также географической и исторической области Пенджаб (территория пакистанского штата Пенджаб и индийских штатов Пенджаб и Харьяна). Большие диаспоры имеются также в Европе, Америке, Азии, Ближнем Востоке и Африке. Численность — 150 млн чел.
Большая часть панджабцев говорит на языке панджаби (индоиранская ветвь индоевропейской семьи языков), меньшая (сикхи) — на хинди (в Индии), на диалектах ленди (лахнда) и языке урду (в Пакистане). В Пакистане панджабцы исповедуют ислам, а в Индии исповедуют в основном сикхизм или индуизм. 
Этногенез народа многообразен; с древнейших времён в состав населения территории нынешних Пенджаба и северной Индии вливались пришлые группы населения, осевшие здесь в связи с арийскими, шакскими (скифскими), арабскими и другими нашествиями. Большой вклад в формирование панджабцев внесли джаты, раджпуты и гуджары. С 3-го тысячелетия до н. э. Панджабцы были основателями могущественных государств (Таксила и др.). 
Они в основном земледельцы (главная сельскохозяйственная культура — пшеница на орошаемых землях); развиты ткачество, гончарный промысел, изготовление ковров и художественная резьба по дереву. Характерное жилище в деревнях — сырцовой дом с плоской крышей. Среди панджабцев относительно много квалифицированных рабочих и представителей технической интеллигенции, особенно это характерно для Индии. Процент грамотных у пенджабцев в обеих странах их расселения значительно выше, чем у соседних народов.